# Xu Dongxiang
Xu Dongxiang (徐东香S, Xú DōngxiāngP; Hangzhou, 15 gennaio 1983) è una canottiera cinese.

## Palmarès

### Olimpiadi
- 1 medaglia:
  - 1 argento (Londra 2012 nel due di coppia pesi leggeri)

### Mondiali
- 1 medaglia:
  - 1 oro (Eton 2006 nel due di coppia pesi leggeri)